# Agrostophyllum trifidum
Agrostophyllum trifidum är en orkidéart som beskrevs av Rudolf Schlechter. Agrostophyllum trifidum ingår i släktet Agrostophyllum och familjen orkidéer. Inga underarter finns listade i Catalogue of Life.